# Delsbo
Delsbo è un centro abitato, o più precisamente un tätort (area urbana), della Svezia, situato nel comune di Hudiksvall, nella contea di Gävleborg, a 33 km a ovest del capoluogo Hudiksvall e tra le cittadine di Södra Dellen e Stömnesjön.
L'abitato, che secondo il censimento del 2017 ha una popolazione di 2 270 abitanti, è collegato alle regioni limitrofe e alla Norvegia dalla Riksväg 84 (autostrada 84) e vi ha inizio la Länsväg 305.